# Trails (sèrie de videojocs)
Trails, conegut com a Kiseki (軌跡, Traces) al Japó, és una sèrie de videojocs de rol de temàtica fantàstica i ciència-ficció produïda per Nihon Falcom. Forma part de la gran franquícia The Legend of Heroes, i va començar amb la publicació de The Legend of Heroes: Trails in the Sky el 2004. La sèrie consta de diversos arcs narratius interconnectats que tenen lloc a diferents nacions del continent anomenat Zemúria; com Liberl (Trails in the Sky) o Erebònia (Trails of Cold Steel). La majoria de jocs presenten un sistema de combat per torns amb algunes innovacions als lluraments més recents.
Trails la va concebre Falcom amb l'objectiu de crear la història més ambiciosa dels videojocs, sèrie la qual el president de l'empresa Toshihiro Kondo considera l'obra de la seva vida. La sèrie no es va localitzar fora del Japó fins a la dècada de 2010, quan Xseed Games va començar a traduir-ne els jocs a l'anglès. NIS America en va prendre el relleu el 2019. Va ser lloat per l'excel·lent manera de construir de mons i de caracteritzar els personatges. Ha tingut adaptacions a manga, sèries de ràdio i animes, i els seus videojocs van arribar a vendre més de vuit milions de còpies el 2024.

## Exposició
Trails és una sèrie de videojocs de fantasia amb combat per torns de Nihon Falcom. La sèrie va començar sent originalment una entrada numerada a la sèrie The Legend of Heroes amb la publicació de The Legend of Heroes VI: Trails in the Sky el 2004. Malgrat això, no tenia cap connexió narrativa amb els jocs anteriors de The Legend of Heroes i d'ençà d'aquell moment es considera que és una franquícia diferent. Cada joc de la sèrie passa en un any diferent del calendari, tot i que alguns videojocs passen simultàniament i la trama s'entrecreua. Tot i així, tots són dins d'una gran narrativa. Falcom va crear la sèrie amb l'objectiu de crear la història més ambiciosa dels videojocs, sèrie la qual el president de l'empresa i productor Toshihiro Kondo considera l'obra de la seva vida. Els jocs estan fets amb motors propis de Falcom, amb l'excepció de PhyreEngine, de Sony, que s'utilitza a Trails of Cold Steel. La sèrie està molt influenciada per l'anime i presenta diversos arquetips i clixés comuns. Lliuraments posteriors com els Trails of Cold Steel, introdueixen més elements de simulació social, semblants a la sèrie Persona.
La sèrie Trails transcorre a diversos llocs del continent de Zemúria, com ara el Regne de Liberl, la ciutat-estat de Crossbell, l'Imperi d'Erebònia i la República de Calvard, entre d'altres. Zemúria és la llar de diversos grups, faccions i organitzacions, com ara el Gremi dels Guardabraços, l'Església Septiana i la societat secreta d'Uròbor. La sèrie comença a l'any 1202 del calendari septià i transcorre mig segle després del descobriment de l'energia orbal, anàloga a l'energia elèctrica. Això va provocar una revolució tecnològica causada per la invenció dels Orbements, dispositius mecànics que varien molt en mida i abast que utilitzen energia orbal, els quals alimenten coses com aparells quotidians, armes i fins i tot robots humanoides. Trails presenta elements sociopolítics, amb qüestions com l'imperialisme, el classisme i la immigració com a causes de conflicte a la societat. En contrast amb molts altres jocs de rol, gairebé tots els personatges que no es controlen de la sèrie tenen un nom, alguns dels quals tenen els seus propis arcs amb diferents graus d'importància per a la trama principal.

## Jocs
| 2004 | Trails in the Sky FC          |
| 2005 |                               |
| 2006 | Trails in the Sky SC          |
| 2007 | Trails in the Sky the 3rd     |
| 2008 |                               |
| 2009 |                               |
| 2010 | Trails from Zero              |
| 2011 | Trails to Azure               |
| 2012 |                               |
| 2013 | Trails of Cold Steel          |
| 2014 | Trails of Cold Steel II       |
| 2015 |                               |
| 2016 | Akatsuki no Kiseki            |
| 2017 | Trails of Cold Steel III      |
| 2018 | Trails of Cold Steel IV       |
| 2019 |                               |
| 2020 | Trails into Reverie           |
| 2021 | Trails through Daybreak       |
| 2022 | Trails through Daybreak II    |
| 2023 |                               |
| 2024 | Trails Beyond the Horizon     |
| 2025 | Trails in the Sky 1st Chapter |

La sèrie es divideix en quatre arcs narratius interconnectats: Trails in the Sky, la duologia Crossbell, la tetralogia Trails of Cold Steel i la trilogia Calvard. Els jocs de Trails in the Sky passen dins el Regne de Liberl i segueixen l'Estelle i en Joshua Bright, un parell de guardabraços (bracers) que formen part d'un gremi internacional que ajuda la ciutadania que ho necessita.
El segon arc té lloc a Crossbell, un petit país situat entre dues grans potències, i segueix en Lloyd Bannings, un investigador novell de la policia de Crossbell, i els seus companys l'Elie McDowell, en Randy Orlando i la Tio Plato.
L'arc de Trails of Cold Steel consta de quatre jocs ambientats a l'imperi d'Erebònia i segueix en Rean Schwarzer i la Classe VII, un grup especialitzat d'estudiants d'una acadèmia militar.
L'arc de Trails Through Daybreak segueix en Van Arkride, una barreja de detectiu i caçarecompenses conegut com a Spriggan, i l'estudiant de secundària Agnès Claudel, que contracta en Van per buscar vuit artefactes que contenen la clau per resoldre un misteri apocalíptic. L'arc està ambientat a Calvard i es considera l'inici de la segona meitat de la sèrie.
La sèrie també té alguns spin-off, alguns dels quals presenten una jugabilitat diferent o no es consideren canònics.

### Arc de Liberl

#### Trails in the Sky FC (英雄伝説 空の軌跡 FC)
El primer joc de la sèrie va sortir al Japó el 2004 per a ordinadors. Poc després se'n va fer un port per a PlayStation Portable el 2006. Com que té molt de text, va trigar fins a 2011 per a localitzar-lo a l'anglès, per Xseed Games. El joc també va rebre un port d'alta definició com a part de la línia de ports PSP Remaster de Sony per a la plataforma PlayStation 3 a finals de 2012, i una reedició actualitzada a PlayStation Vita el 2015. Un remake d'aquest joc, anomenat Trails in the Sky 1st Chapter, sortirà el 2025 mundialment per a Nintendo Switch i Steam.

#### Trails in the Sky SC (英雄伝説 空の軌跡 SC)
La seqüela directa es va publicar inicialment el 2006 per a ordinadors i el 2007 per a PlayStation Portable al Japó. El 2013, Xseed Games va treballar juntament amb Carpe Fulgur en la localització de SC, a causa de totes les sol·licituds dels fans després del llançament del primer joc. Va sortir, amb un cert retard, a final de 2014. Andrew Dice, cap de Carpe Fulgur, va dir que problemes en la seva vida personal van frenar la traducció del joc. Dice va lliurar la seva feina als treballadors de Xseed perquè l'acabessin. Això juntament amb altres problemes inesperats durant les proves de control de qualitat del joc, va provocar que el llançament del joc s'endarrerís fins al 2015. Igual que FC, SC va rebre ports per a PlayStation 3 i PlayStation Vita a mitjan anys 2010.

#### Trails in the Sky the 3rd (英雄伝説 空の軌跡 the 3rd)
Trails in the Sky the 3rd va sortir al Japó el 2007 per a ordinadors i el 2008 per a PlayStation Portable. A principis de la dècada de 2010, XSeed Games va obtenir els drets de Falcom per localitzar The 3rd en anglès, però a causa de la gran quantitat de text dels dos primers jocs, en realitat no van començar a traduir-lo ni es van comprometre a fer-ho. Xseed finalment va publicar el joc el 2017.

### Arc de Crossbell

#### Trails from Zero (英雄伝説 零の軌跡)
Va sortir al Japó per a PlayStation Portable el 30 de setembre de 2010 i a l'agost de 2011 se'n va fer un port xinès per a Microsoft Windows. També va sortir al Japó amb el nom de Zero no Kiseki: Evolution el 14 de juny de 2012. Aquesta versió era per a PlayStation Vita i incloïa gràfics millorats i més línies de doblatge. La versió Evolution va rebre un remaster per a PlayStation 4 i va sortir al Japó amb el nom de Zero no Kiseki Kai el 23 d'abril de 2020. Clouded Leopard Entertainment va fer-ne un port per a Nintendo Switch i un port per a ordinadors per a les regions asiàtiques.
El 2022, 12 anys després del llançament al Japó el joc rebrà una traducció oficial a l'anglès de part de NIS America. Abans d'existir la versió oficial, per les xarxes circulava una traducció feta per fans amb el mateix nom.

#### Trails to Azure (英雄伝説 碧の軌跡)
Trails to Azure continua directament després del final de Trails from Zero. Va sortir primer al Japó el 29 de setembre de 2011 per a PlayStation Portable. Va rebre posteriorment un port per a ordinadors a la Xina. També va sortir al Japó amb el nom d'Ao no Kiseki: Evolution el 12 de juny de 2014 per a PlayStation Vita. Aquesta versió incloïa gràfics millorats i més línies de doblatge. El joc també va rebre un remaster per a PlayStation 4 que va sortir al Japó amb el títol Ao no Kiseki Kai el 28 de maig de 2020. Clouded Leopard Entertainment va crear-ne un port per a Nintendo Switch i un port per a ordinadors per a les regions asiàtiques.
Igual que amb Trails from Zero, fins al 2022 no va existir cap localització oficial del joc en anglès. El mateix grup de traductors fans que va traduir el joc anterior, també en va fer una traducció.

### Arc d'Erebònia

#### Trails of Cold Steel (英雄伝説 閃の軌跡)
El joc va sortir primer al Japó el setembre de 2013 per a PlayStation 3 i PlayStation Vita. Xseed Games posteriorment va localitzar i publicar el joc a les regions angleses el 2015. El 2017 també va treure un port per a Microsoft Windows, que incloïa línies de doblatge addicionals en anglès que no hi havia a la versió original. Un altre port per a PlayStation 4 va sortir al Japó el 2018 i a la resta del món l'any següent. Clouded Leopard Entertainment va crear un port per a Nintendo Switch i un port per a ordinadors per a les regions asiàtiques.

#### Trails of Cold Steel II (英雄伝説 閃の軌跡 II)
El joc va sortir al Japó el 2014 per a PlayStation Vita i PlayStation 3, i posteriorment es va localitzar a l'anglès i va ser publicat per Xseed Games als Estats Units el 2016. Mentre que Xseed va publicar un port per a Microsoft Windows el febrer de 2018, una versió remasteritzada per a PlayStation 4 va sortir al Japó l'abril de 2018 i a la resta del món el juny de 2019. Clouded Leopard Entertainment va crear un port per a Nintendo Switch i un port per a ordinadors per a les regions asiàtiques.

#### Trails of Cold Steel III (英雄伝説 閃の軌跡 III)
El joc va sortir al Japó el setembre de 2017 per a PlayStation 4 i a la resta del món l'octubre de 2019. Els ports per a Nintendo Switch i Windows també van sortir el 2020. El joc va ser el primer de la sèrie que va ser localitzat en anglès per NIS America i no per Xseed Games. Clouded Leopard Entertainment va fer un segon port per a Nintendo Switch i un port per a ordinadors per a les regions asiàtiques.

#### Trails of Cold Steel IV (英雄伝説 閃の軌跡 IV)
És el joc que posa fi a la tetralogia Cold Steel. Va sortir al Japó el setembre de 2018 per a PlayStation 4 i a la resta del món a finals de 2020 amb ports per a Nintendo Switch i Microsoft Windows també que van sortir el 9 d'abril de 2021. Clouded Leopard Entertainment va fer-ne un port per a ordinadors per a regions asiàtiques.

### Trails into Reverie (英雄伝説 創の軌跡)
The Legend of Heroes: Trails into Reverie va sortir al Japó el 27 d'agost de 2020 per a PlayStation 4. Les versions per a Nintendo Switch i Windows de Clouded Leopard Entertainment van sortir al Japó i Àsia el 26 d'agost de 2021. El 2023 va arriabar a occident amb el nom de Trails into Reverie de mans de NIS America.

### Arc de Calvard

#### Trails through Daybreak (英雄伝説 黎の軌跡)
The Legend of Heroes: Trails through Daybreak va sortir al Japó per a PlayStation 4 el 30 de setembre de 2021.

#### Trails through Daybreak II (英雄伝説 黎の軌跡II -CRIMSON SiN-)
The Legend of Heroes: Trails through Daybreak II va sortir al Japó el 29 de setembre de 2022 per a PlayStation 4 i PlayStation 5.

#### Trails Beyond the Horizon (英雄伝説 界の軌跡 -Farewell, O Zemuria-)
Trails Beyond the Horizon va sortir al Japó el 26 de setembre de 2024 per a PlayStation4 i PlayStation 5.

### Altres

#### Ys vs. Sora no Kiseki: Alternative Saga (イースvs.空の軌跡 オルタナティブ・サーガ)
Ys vs. Sora no Kiseki: Alternative Saga és un joc de lluita crossover amb personatges de la sèrie Ys i també de la sèrie Trails de Falcom. Va sortir al Japó per a PlayStation Portable el 29 de juliol de 2010.

#### The Legend of Nayuta: Boundless Trails (那由多の軌跡)
Va sortir al Japó el 26 de juny de 2012 amb el nom de Nayuta no Kiseki. Es tracta de l'únic joc que no té lloc a Zemúria. L'única relació que té amb la sèrie és el nom. També es diferencia per ser un joc de rol d'acció en lloc de ser per torns. El 2022 va arribar a occident gràcies a NIS America.

#### Akatsuki no Kiseki (英雄伝説 暁の軌跡)
Akatsuki no Kiseki és un joc en línia free-to-play. Va ser desenvolupat per UserJoy Technology i va sortir per primera vegada al Japó com a joc de navegador el 31 d'agost de 2016, abans que se'n fes un port a altres plataformes.

## Altres obres
El 25 de novembre de 2011 es va estrenar una adaptació en OVA de Trails in the Sky SC, dirigida per Masaki Tachibana a l'estudi Kinema Citrus. Va tenir una segona part que es va estrenar el 22 de gener de 2012. Una sèrie d'anime de dotze episodis produïda per Tatsunoko Production, The Legend of Heroes: Trails of Cold Steel – Northern War, es va emetre a principi del 2023.
Cada arc de la sèrie ha rebut adaptacions a manga, i fins i tot es va arribar a publicar una novel·la de Trails in the Sky. També ha tingut mangues amb contingut original com ara The Legend of Heroes: Trails from Zero Pre-Story -The Ring of Judgment i Trails in the Sky Gaiden: The Tale of Loewe, que aprofundeixen la història de determinats personatges. Diversos personatges de la sèrie també han aparegut a Minna Atsumare! Falcom Gakuen, un manga de comèdia de quatre parts, el qual va rebre dues adaptacions curtes d'anime a mitjans de la dècada de 2010.
També s'han fet adaptacions dels jocs al format de sèrie radiofònica, alguns dels quals tenen lloc entre jocs i omplen diversos aspectes obviats. Xseed Games va traduir dues sèries de Trails of Cold Steel i les va publicar en format transcripció per internet com a material promocional de Trails of Cold Steel II. El gener de 2017 es va estrenar un musical en 2.5D basat en Trails of Cold Steel. S'espera que el 2024 s'estreni un joc de taula dissenyat per Promethium Books anomenat The Legend of Heroes: Trails of Destiny.

## Rebuda i vendes
Els crítics han destacat la sèrie pel seu èmfasi en la construcció del món i la narrativa basada en els personatges. El 2019, el president i productor de Falcom de la sèrie Toshihiro Kondo va declarar que preveien que la sèrie Trails durés vint anys més. El setembre de 2020, Nihon Falcom va anunciar que la sèrie havia venut més de cinc milions d'exemplars a tot el món.